# Isla Flinders
La Isla Flinders es una isla localizada en el estrecho de Bass, a unos 20 km del extremo noreste de Tasmania, Australia. Sus coordenadas son 40°00′00″S 148°07′00″E / -40.00000, 148.11667. Se trata de la isla más grande del denominado Grupo Furneaux.
Administrativamente, forma parte del estado de Tasmania y de la municipalidad de Flinders. Hay que tener en cuenta que la Isla Flinders es solo una de las muchas islas que están bajo la jurisdicción de esta municipalidad.
La isla tiene aproximadamente 75 km de extensión entre sus extremos norte y sur, y 40 km de este a oeste. Su superficie total es de 1333 km². Con una altura de 750 m, el monte Strzelecki es el punto más alto de la isla, cuya población apenas supera los 1000 habitantes.
Entre los principales asentamientos se encuentran Whitemark (que cuenta con la pista de aterrizaje más larga de la isla) y Lady Barron. Un segundo aeropuerto fue construido en la isla por el magnate arenero Gary Morrison. Morrison hizo pública su intención de convertir la Isla Flinders en uno de los principales puntos turísticos de la región en los próximos 5 años. Se han llevado a cabo reuniones con Greg Norman para desarrollar un campo de golf de 72 hoyos, y un hotel de 500 habitaciones en Lady Barron.

## Turismo
La llegada a la isla puede hacerse por mar o aire. Tasmania tiene su propia aerolínea. Existen igualmente varias posilibidades de alquiler de botes.
El turista puede alojarse en alguno de sus hoteles o bien en zonas de acampada. Puede igualmente alquilar vehículos para recorrer el territorio. Existen modestos museos y una amplia oferta deportiva.

## Historia
La isla fue probablemente parte del puente de arena que unía Tasmania y la Australia continental. El estrecho de Bass se formó como una consecuencia de la subida del nivel del mar durante la última glaciación. 
Estuvo poblada hace unos 35 000 años, albergó presencia humana hasta al menos hace 4500 años cuando algún tipo de cataclismo acabó por extinguir a la población y nunca más fue habitada, hasta la llegada de los europeos.
La isla fue identificada por primera vez por los europeos el 19 de marzo de 1773, cuando el comandante de la tripulación de Cook (Tobias Furneaux) se separó de la expedición a causa de la niebla.
Los primeros habitantes de la isla fueron principalmente cazadores de focas. Uno de los primeros fue el capitán Charles Bishop en el Nautilus. Bishop estableció su primer asentamiento en la bahía de Kent en la parte sur de Cape Barren Island.
En 1833, los últimos miembros de la población aborigen de Tasmania (unas 160 personas) se exiliaron en Settlement Point (nombre aborigen, Wybalenna) en Flinders Island, con la esperanza de protegerse de los abusos del hombre blanco en Tasmania. En 1847 abandonaron el asentamiento con destino a Oyster Cove, en la parte este de Tasmania.
El primer gobierno se formó en 1908, tras un aumento de la población merced al incremento de la productividad de la isla en cuanto a agricultura y pesca.

## Clima
El clima es principalmente marítimo. Se alcanzan unas lluvias anuales desde 600 mm en el suroeste hasta algo más de 800 mm en las colinas centrales. Se alcanzan más precipitaciones durante los meses de invierno. El mar suaviza y protege las islas de las temperaturas extremas.
La temperatura media en invierno es 6 °C mientras que en verano alcanza una media de 22.5 °C. No es extraño que suba por encima de los 30 °C.
Los vientos suelen llegar del oeste, varias veces al día, sobre todo durante invierno y primavera. Durante los meses de verano son frecuentes las brisas.

## Topografía

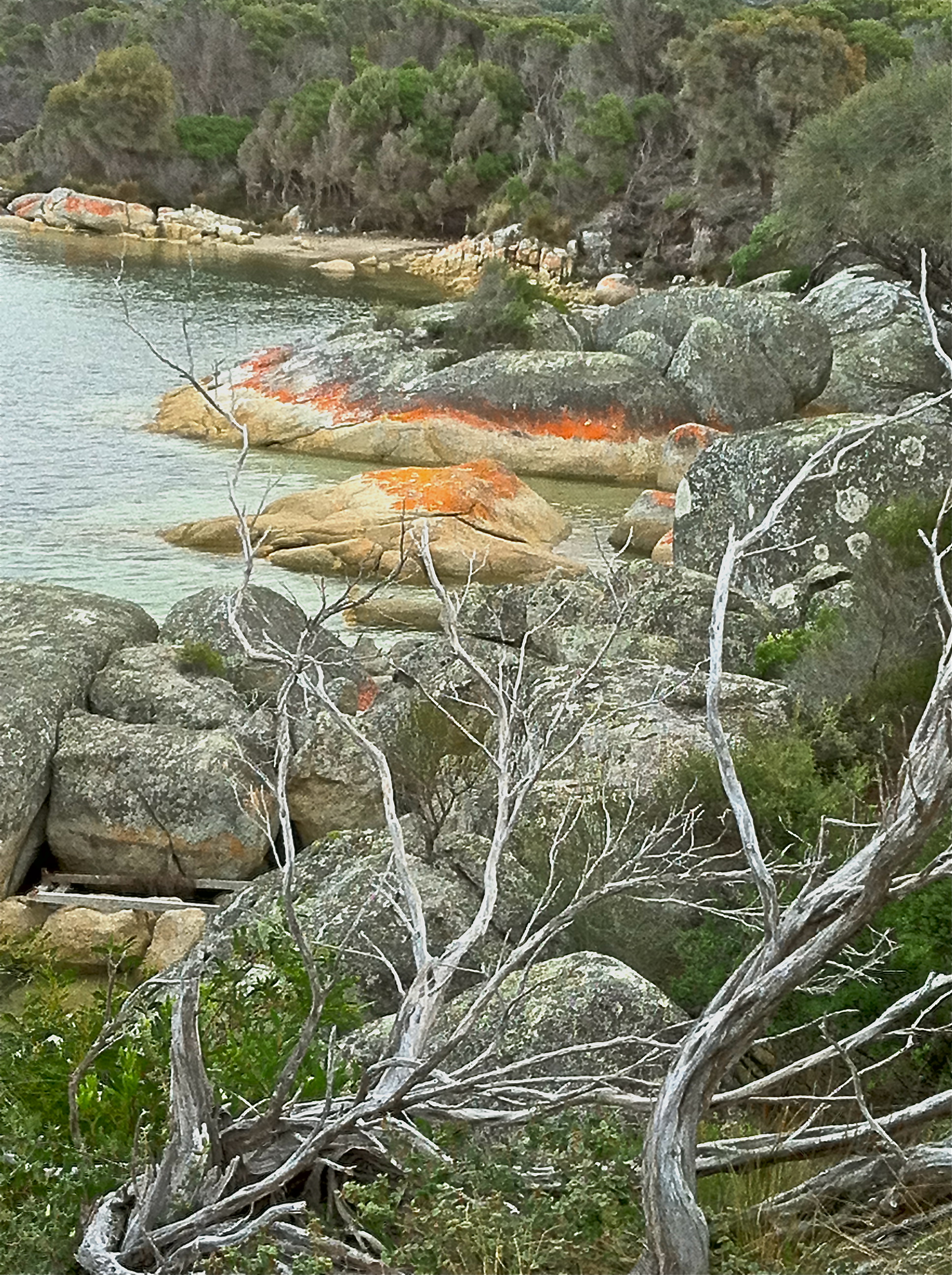
Costa norte de la isla Flinders

La geología de las islas está dominada por cadenas de granito que ocupan aproximadamente una tercera parte de su extensión. Casi la mitad de la isla presenta dunas arenosas, archilla y gravilla. 
Los picos más altos son Mount Strezelecki en Flinders Island (756 m) y Mount Munro en la isla Cape Barren, (687 m). Hay un gran número de elevaciones superiores a 400 m.
En la costa este se encuentra un alto número de lagos debido al bloqueo que suponen las numerosas dunas de arena.

## Clima
- Temperatura máxima promedio en enero: 22 °C
- Temperatura mínima promedio en julio: 6 °C
- Días al año con más de 30 °C: 4.8
- Días al año con más de 35 °C: 0.8
- Días con menos de 2 °C: 21.1
- Días con menos de 0 °C: 5.6
- Precipitación media anual: 754 mm
- Velocidad media anual del viento: 21–25 km/h